# Tweede Kamerverkiezingen in het kiesdistrict Helmond (1888-1918)

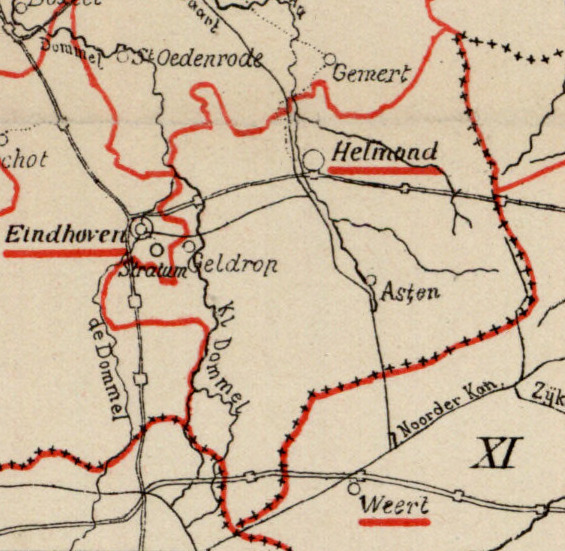
Kiesdistrict Helmond (1888)

Tweede Kamerverkiezingen in het kiesdistrict Helmond (1888-1918) geeft een overzicht van verkiezingen voor de Nederlandse Tweede Kamer in het kiesdistrict Helmond in de periode 1888-1918.
Het kiesdistrict Helmond was eerder ingesteld geweest in de periode 1848-1850. Het kiesdistrict werd opnieuw ingesteld na de grondwetsherziening van 1887. Tot het kiesdistrict behoorden vanaf dat moment de volgende gemeenten: Aalst, Aarle-Rixtel, Asten, Bakel en Milheeze, Budel, Deurne, Geldrop, Heeze, Helmond, Leende, Lierop, Maarheeze, Mierlo, Nuenen, Gerwen en Nederwetten, Soerendonk, Sterksel en Gastel, Someren, Stiphout, Tongelre, Vlierden, Waalre en Zesgehuchten.
Legenda
- vet: gekozen als lid van de Tweede Kamer.

## 6 maart 1888
De verkiezingen werden gehouden na vervroegde ontbinding van de Tweede Kamer.
|                    | 6 maart |
| ------------------ | ------- |
| Kiesgerechtigden   | 2.580   |
| Opkomst            | 1.460   |
| Geldige stemmen    | 1.452   |
| Blanco stemmen     | 4       |
| Kandidaten         |         |
| P.J.F. Vermeulen   | 1.689   |
| P.A. van de Mortel | 60      |
| V. van den Heuvel  | 27      |

## 9 juni 1891
De verkiezingen werden gehouden na ontbinding van de Tweede Kamer.
|                     | 9 juni |
| ------------------- | ------ |
| Kiesgerechtigden    | 2.679  |
| Opkomst             | 1.813  |
| Geldige stemmen     | 1.808  |
| Blanco stemmen      | 4      |
| Kandidaten          |        |
| P.J.F. Vermeulen    | 1.343  |
| H. Goeman Borgesius | 105    |

## 10 april 1894
De verkiezingen werden gehouden na vervroegde ontbinding van de Tweede Kamer.
|                  | 10 april |
| ---------------- | -------- |
| Kiesgerechtigden | 2.664    |
| Opkomst          | 1.207    |
| Geldige stemmen  | 1.202    |
| Blanco stemmen   | 3        |
| Kandidaten       |          |
| P.J.F. Vermeulen | 1.156    |

## 15 juni 1897
De verkiezingen werden gehouden na ontbinding van de Tweede Kamer.
|                  | 15 juni |
| ---------------- | ------- |
| Kiesgerechtigden | 5.541   |
| Kandidaten       |         |
| P.J.F. Vermeulen |         |

Vermeulen was de enige kandidaat; hij werd zonder nadere stemming gekozen verklaard.

## 14 juni 1901
De verkiezingen werden gehouden na ontbinding van de Tweede Kamer.
|                  | 14 juni |
| ---------------- | ------- |
| Kiesgerechtigden | 5.540   |
| Kandidaten       |         |
| C.A.M. Raymakers |         |

Raymakers was de enige kandidaat; hij werd zonder nadere stemming gekozen verklaard.

## 16 juni 1905
De verkiezingen werden gehouden na ontbinding van de Tweede Kamer.
|                  | 16 juni |
| ---------------- | ------- |
| Kiesgerechtigden | 6.084   |
| Kandidaten       |         |
| E.R.H. Regout    |         |

Regout was de enige kandidaat; hij werd zonder nadere stemming gekozen verklaard.

## 11 juni 1909
De verkiezingen werden gehouden na ontbinding van de Tweede Kamer.
|                  | 11 juni |
| ---------------- | ------- |
| Kiesgerechtigden | 6.570   |
| Kandidaten       |         |
| E.R.H. Regout    |         |

Regout was de enige kandidaat; hij werd zonder nadere stemming gekozen verklaard.

## 12 juli 1910
Edmond Regout, gekozen bij de verkiezingen van 11 juni 1909, trad op 7 juni 1910 af in verband met zijn benoeming als minister van Justitie in het kabinet-Heemskerk. Om in de ontstane vacature te voorzien werd een tussentijdse verkiezing gehouden.
|                  | 12 juli |
| ---------------- | ------- |
| Kiesgerechtigden | 6.939   |
| Opkomst          | 5.548   |
| Geldige stemmen  | 5.483   |
| Blanco stemmen   | 65      |
| Kandidaten       |         |
| A.N. Fleskens    | 3.218   |
| I.A. Swane       | 2.265   |

## 17 juni 1913
De verkiezingen werden gehouden na ontbinding van de Tweede Kamer.
|                  | 17 juni |
| ---------------- | ------- |
| Kiesgerechtigden | 7.945   |
| Kandidaten       |         |
| A.N. Fleskens    |         |

Fleskens was de enige kandidaat; hij werd zonder nadere stemming gekozen verklaard.

## 15 juni 1917
De verkiezingen werden gehouden na ontbinding van de Tweede Kamer.
|                  | 15 juni |
| ---------------- | ------- |
| Kiesgerechtigden | 9.103   |
| Kandidaten       |         |
| A.N. Fleskens    |         |

De zeven in de vorige Tweede Kamer vertegenwoordigde partijen hadden afgesproken in elkaars kiesdistricten geen tegenkandidaten te stellen. Fleskens was derhalve de enige kandidaat; hij werd zonder nadere stemming gekozen verklaard.

## Opheffing
De verkiezing van 1917 was de laatste verkiezing voor het kiesdistrict Helmond. In 1918 werd voor verkiezingen voor de Tweede Kamer overgegaan op een systeem van evenredige vertegenwoordiging met kandidatenlijsten van politieke partijen.